# Zlatá reneta
Pour plus de détails, voir Fiche technique et Distribution.
Zlatá reneta est un film tchécoslovaque réalisé par Otakar Vávra, sorti en 1965.

## Fiche technique
- Titre : Zlatá reneta
- Réalisation : Otakar Vávra
- Scénario : Frantisek Hrubín et Otakar Vávra
- Musique : Jirí Srnka
- Photographie : Andrej Barla
- Montage : Anna Mejtska et Antonín Zelenka
- Société de production : Filmové studio Barrandov
- Pays :  Tchécoslovaquie
- Genre : Drame
- Durée : 86 minutes
- Dates de sortie : 
  -  Tchécoslovaquie : 22 octobre 1965

## Distribution
- Karel Höger : Jan
- Eva Límanová : Lenka
- Slávka Budínová : Marta Horáková
- Ilja Prachar : Toník Zuna
- Vera Tichánková : Anka
- Blazena Holisová : Karla Skálová
- Ema Skálová : Milena
- Vladimíra Obrucová : Bozka
- Jarmila Bechynová : Moulisová

## Distinctions
Le film a reçu la Coquille d'or ex aequo au festival international du film de Saint-Sébastien.